# Sela

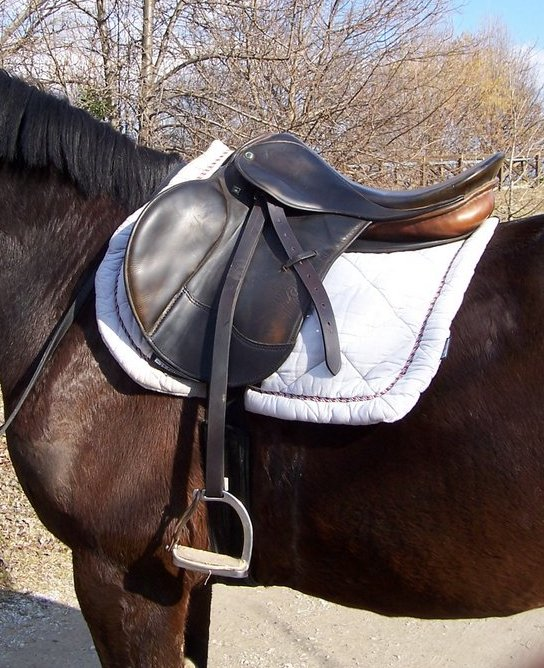
Uma sela inglesa

A sela é uma estrutura de suporte que vai amarrada ao dorso de um animal de montaria (cavalos, camelos, asnos etc.), onde se senta a pessoa que conduz. O tipo mais comum é aquele próprio para a montaria de cavalos, cuja invenção remonta a épocas anteriores à Era Comum. Os cavaleiros ibéricos no século III a.C. usavam selas feitas de lã, linho ou cabedal.

## Sela portuguesa
É usada em várias modalidades (passeio, tourada, equitação de trabalho). É confecionada com couro suíno e tiras de metal que ficam ao longo da armação para dar mais elasticidade à sela.

## Sela americana
Originaram-se no México, levadas pelos espanhóis. Após muitas adaptações, chegou-se ao tipo atual. A sela americana pesa o dobro das selas de equitação, porém se adapta muito bem a todos os tipos de cavalo devido ao grande suadouro. São cômodas para cavalgadas distantes e têm lugar para todos os objetos que os vaqueiros costumam usar.

## Sela inglesa
É a sela mais difundida no mundo. Este tipo ou suas variações dominam os esportes equestre. São feitas em couro ou, atualmente, com material sintético. Têm uma armação rígida interna e são leves. Podem ser vistas inclusive nas cidades, no policiamento a cavalo.